# Fairmont (Minnesota)
Fairmont település az Amerikai Egyesült Államok Minnesota államában, Martin megyében, melynek megyeszékhelye is. Lakosainak száma 10 487 fő (2020. április 1.).

## Népesség
A település népességének változása:

| 2010 | 10 666 |
| 2020 | 10 487 |